# Stade municipal de Richard-Toll
Le Stade municipal de Richard-Toll est un stade de football sénégalais situé dans la ville de Richard-Toll.
Doté de 10 000 places, le stade est l'enceinte à domicile du club de football de la Compagnie sucrière sénégalaise.